# Monumento a Cánovas del Castillo (Madrid)
El monumento a Cánovas del Castillo es un conjunto escultórico conmemorativo erigido en Madrid. Consta de una estatua de bronce de Antonio Cánovas del Castillo obra de Joaquín Bilbao rematando un pedestal pétreo diseñado por José Grases Riera que incorpora otros elementos escultóricos adicionales también diseñados por Bilbao.

## Historia y descripción
Fue financiado mediante suscripción popular.  Está ubicado en la Plaza de la Marina Española, junto al Palacio del Senado.
Siguiendo la descripción por Carlos Luis de Cuenca, el monumento presenta una peana circular. Sobre la base, se yergue un cuerpo de 12 escalones decorado con elementos ornamentales vegetales ornamentales, presentando con unos contrafuertes en su parte superior. En el cuerpo medio del monumento, se colocan dos grupos escultóricos en bronce colocados en dos saliente: en el saliente frontal hay una figura sedente —una alegoría de la Historia—escribiendo los hechos notables de la vida de Cánovas en un libro y otra estatua sedente —alegoría de Gloria— que se apoya con una mano en la Historia y con la otra sujeta una corona de laurel que hace contacto con el nombre de Cánovas, esculpido en la columna que emerge del cuerpo central; en el grupo escultórico del saliente posterior hay un trofeo de bronce compuesto por un león, una versión del escudo de armas de España y una bandera. La columna truncada se remata con la estatua de Cánovas en bronce en una actitud de orador, adelantando su brazo derecho mientras descansa su mano izquierda en un libro colocado sobre un pedestal.
El monumento fue inaugurado el 1 de enero de 1901.